# Dromedario (equipo ciclista)
El equipo Dromedario fue un equipo italiano de ciclismo en ruta, que compitió entre 1983 y 1987. Nació como continuación del equipo Selle San Marco-Wilier Triestina. La última temporada en activo pasa a denominarse Fibok y tener licencia suiza.

## Principales resultados
- Giro de Emília: Cesare Cipollini (1983)
- Gran Premio de Lugano: Gottfried Schmutz (1985)
- Giro de la Provincia de Reggio de Calabria: Silvano Riccò (1985)
- Giro de Úmbria: Stefano Colagè (1986)

### A las grandes vueltas
- Giro de Italia
  - 5 participaciones (1983, 1984, 1985, 1986, 1987)
  - 0 victorias de etapa:
  - 0 clasificaciones finales:
  - 0 clasificaciones secundarias:

- Tour de Francia
  - 0 participaciones

- Vuelta a España
  - 0 participaciones